# Calephelis nilus
Calephelis nilus is een vlindersoort uit de familie van de prachtvlinders (Riodinidae), onderfamilie Riodininae.
Calephelis nilus werd in 1861 beschreven door C. & R. Felder.